# Whicham
Whicham est un hameau et une paroisse civile de Cumbria, situé dans le nord-ouest de l'Angleterre.